# Lac de Payolle
Het Lac de Payolle is een aangelegd meer in de Franse Pyreneeën.

## Geografie
Het ligt in de gemeentes Campan en Arreau in het departement Hautes-Pyrénées in het zuidwesten van Frankrijk. De westelijke oever van het meer is de grens tussen de gemeentes van Arreau en Ancizan. 's Winters is het meer volledig bevroren. Het Lac de Payolle ligt op 1139 m hoogte aan de voet van de Col d'Aspin. Het is ongeveer 10 hectare groot en wordt gevoed door drie bergbeken. Het water wordt afgevoerd via de Adour de Payolle.

## Toerisme
Het meer is het centrum van het Payolle skigebied, een belangrijke toeristische trekpleister, waar diverse activiteiten worden aangeboden zoals: mountainbiken, oriëntatielopen, langlaufen, (sneeuw)wandelen, hondenslee-tochten, paard-/ponyrijden en paragliding. Op het meer zelf kan men vissen, kanoën, kajakken en windsurfen.